# Бучушка
Бучушка (рум. Buciuşca) — село в Резинском районе Молдавии. Наряду с сёлами Новая Сахарна и Сахарна входит в состав коммуны Новая Сахарна.

## География
Село расположено на высоте 51 метр над уровнем моря.

## Население
По данным переписи населения 2004 года, в селе Бучушка проживает 263 человека (122 мужчины, 141 женщина).
Этнический состав села:
| Национальность | Число жителей | Процентный состав |
| -------------- | ------------- | ----------------- |
| молдаване      | 262           | 99,62             |
| украинцы       | 1             | 0,38              |
| Всего          | 263           | 100 %             |